# استیگ راستا
استیگ راستا (به انگلیسی: Stig Rästa) (زاده ۲۴ فوریه ۱۹۸۰) خواننده استونیایی است.
او در مسابقه آواز یوروویژن ۲۰۱۵ به همراه الینا بورن نماینده استونی بود.